# Wellington (Ohio)
Wellington – wieś w Stanach Zjednoczonych, w stanie Ohio, w hrabstwie Lorain.